# Вейн Тауншип (округ Міффлін, Пенсільванія)
Вейн Тауншип (англ. Wayne Township) — селище (англ. township) в США, в окрузі Міффлін штату Пенсільванія. Населення — 2360 осіб (2020).

## Демографія
Згідно з переписом 2010 року, у селищі мешкало 2550 осіб у 998 домогосподарствах у складі 752 родин. Було 1345 помешкань
Расовий склад населення:
| - 98,6 % — білих - 0,2 % — чорних або афроамериканців - 0,2 % — азіатів - 0,1 % — вихідців з тихоокеанських островів |

До двох чи більше рас належало 0,8 %. Частка іспаномовних становила 0,7 % від усіх жителів.
За віковим діапазоном населення розподілялося таким чином: 22,4 % — особи молодші 18 років, 59,1 % — особи у віці 18—64 років, 18,5 % — особи у віці 65 років та старші. Медіана віку мешканця становила 44,4 року. На 100 осіб жіночої статі у селищі припадало 96,9 чоловіків;  на 100 жінок у віці від 18 років та старших — 95,5 чоловіків також старших 18 років.
Середній дохід на одне домашнє господарство  становив 49 610 доларів США (медіана — 46 531), а середній дохід на одну сім'ю — 55 684 долари (медіана — 52 037). Медіана доходів становила 37 194 долари для чоловіків та 28 309 доларів для жінок. За межею бідності перебувало 11,3 % осіб, у тому числі 12,0 % дітей у віці до 18 років та 8,2 % осіб у віці 65 років та старших.
Цивільне працевлаштоване населення становило 1142 особи. Основні галузі зайнятості: освіта, охорона здоров'я та соціальна допомога — 25,0 %, виробництво — 22,8 %, роздрібна торгівля — 10,9 %, мистецтво, розваги та відпочинок — 10,0 %.